# ساندرا زانیوسکا
 ساندرا زانیوسکا (انگلیسی: Sandra Zaniewska؛ زادهٔ ۳ ژانویهٔ ۱۹۹۲) یک تنیس‌باز اهل لهستان است.